# Rosa 'Salita'
Rosa 'Salita' — сорт Современных садовых роз (англ. Modern Roses) класса Плетистые крупноцветковые розы (англ. Large-Flowered Climber).
Регистрационное название: 'Kormorlet'.

## Биологическое описание
Высота куста до 250 см.
Молодой прирост насыщенно-пурпурный.
Листва крупная, блестящая.
Цветки 8—9 см в диаметре, махровые, оранжевого-алого цвета, по форме напоминают цветки чайно-гибридных роз. Появляются по одному или в кистях до 5 штук.
Лепестков 26—40.
Аромат отсутствует, по другим данным аромат слабый.
Цветение непрерывное.

## В культуре
Зоны морозостойкости (USDA-зоны): от 6b (−17.8 °C… −26.1 °C) до более тёплых, по другим данным 5 зона.
В средней полосе России требует зимнего укрытия.
Устойчивость к болезням средняя.
Скорость роста средняя.
Цветки устойчиво переносят дождь, долго не увядают, по окончании цветения лепестки осыпаются.
В Германии иногда используется как шраб, в жарком климате это сильнорослая роза. Рекомендуется использование опоры в виде столба, так как цветки появляются на разных уровнях куста, а не только на вершине. Также может использоваться на срезку. Удаление отцветших цветков стимулирует последующее цветение.
Рекомендуемое расстояние между растениями при посадке 80—100 см.